# Universitätskliniken Kaunas

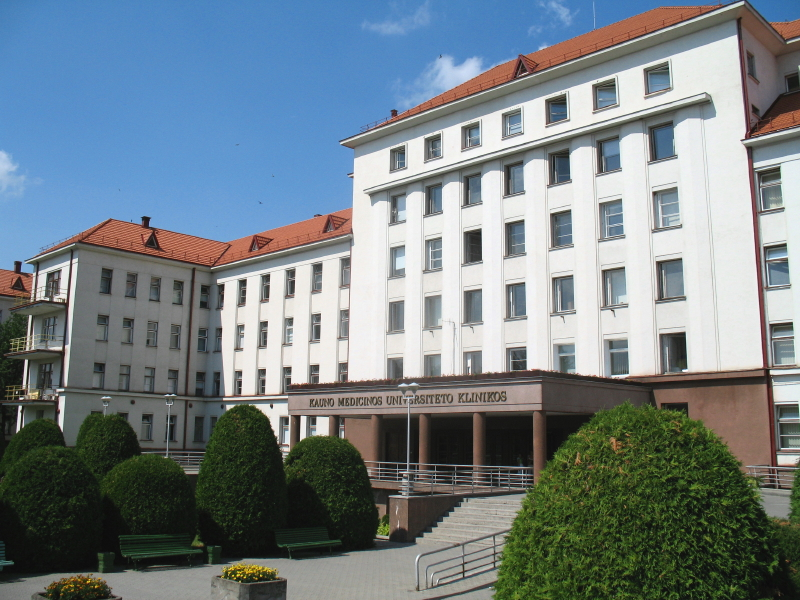
Zentralgebäude

Die Universitätskliniken Kaunas (voller Name Krankenhaus der Universität für Gesundheitswissenschaften Litauens Universitätskliniken Kaunas, litauisch Lietuvos sveikatos mokslų universiteto ligoninė Kauno klinikos) in Kaunas ist das Universitätsklinikum der Litauischen Universität für Gesundheitswissenschaften. Sie sind die größte medizinische Einrichtung Litauens. Im September 2017 gab es 7.335 Mitarbeiter.

## Namenswechsel
Das Klinikum wechselte in seiner Geschichte mehrfach den Namen:
- Bis 1948: Vytauto-Didžiojo-universitetas-Kliniken
- 1948–1952: klinisches Krankenhaus Gebiet Kaunas
- 1952–1983: klinisches Respublikkrankenhaus Kaunas
- 1983–1986: Klinik am Kauno medicinos institutas am Gesundheitsministerium Litauens
- 1986–1990: Petras-Jašinskas-Klinik
- 1990–1995: klinisches Respublikkrankenhaus Kaunas
- 1995–2010: Kliniken der Kauno medicinos universitetas
- Seit 2010: Krankenhaus der Litauischen Universität für Gesundheitswissenschaften Kliniken Kaunas

## Struktur

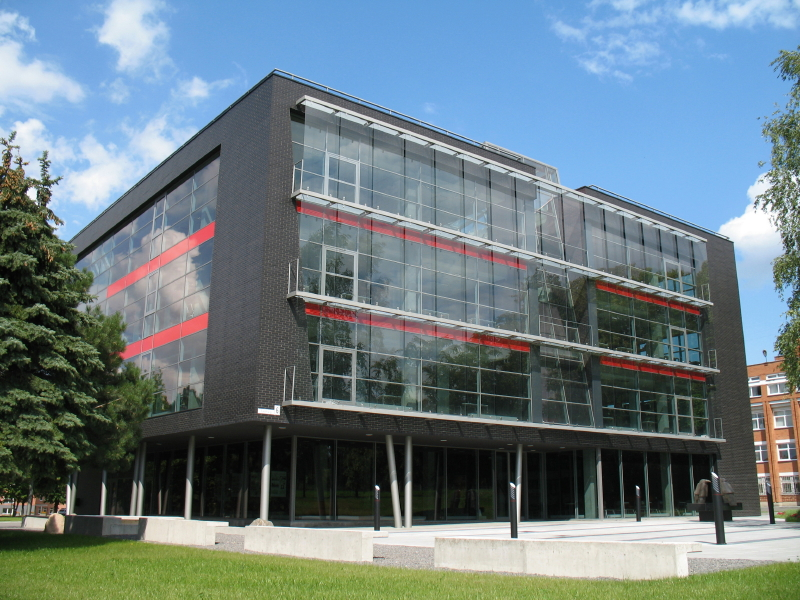
Bibliothek, 2007

| - Klinik für Augenkrankheiten - Klinik für Geburtshilfe und Gynäkologie - Anästhesiologieklinik - LOR-Klinik - Klinik für allgemeine Chirurgie - Chirurgieklinik - Endokrinologieklinik - Infektionskrankheitenklinik - Intensivtherapieklinik - Gastroenterologieklinik | - Hämatologieklinik - Klinik für Herz-, Brust- und Blutgefäßchirurgie - Kardiologieklinik - Nephrologieklinik - Neonatologieklinik - Neurochirurgieklinik - Neurologieklinik - Klinik für Haut- und venerische Krankheiten - Onkologieklinik - Klinik für Orthopädie-Traumatologie | - Klinik für pathologische Anatomie - Klinik für Plastische und Rekonstruktionschirurgie - Psychiatrieklinik - Pulmonologie- und Immunologieklinik - Radiologieklinik - Rheumatologieklinik - Urologieklinik - Kinderkrankheitenklinik - Kinderchirurgieklinik - Innenkrankheitenklinik |